# Boquerón (Cabo Rojo)
Boquerón es un barrio ubicado en el municipio de Cabo Rojo en el Estado Libre Asociado de Puerto Rico. En el Censo de 2010 tenía una población de 5373 habitantes y una densidad poblacional de 130,7 personas por km².

## Geografía
Boquerón se encuentra ubicado en las coordenadas 17°59′50″N 67°10′51″O / 17.99722, -67.18083. Según la Oficina del Censo de los Estados Unidos, Boquerón tiene una superficie total de 41.11 km², de la cual 32.35 km² corresponden a tierra firme y (21.3%) 8.75 km² es agua.

## Demografía
Según el censo de 2010, había 5373 personas residiendo en Boquerón. La densidad de población era de 130,7 hab./km². De los 5373 habitantes, Boquerón estaba compuesto por el 86.49% blancos, el 5.16% eran afroamericanos, el 0.32% eran amerindios, el 0.04% eran asiáticos, el 4.54% eran de otras razas y el 3.46% pertenecían a dos o más razas. Del total de la población el 98.62% eran hispanos o latinos de cualquier raza.